# Ministri del lavoro e degli affari sociali della Germania
I ministri del lavoro e degli affari sociali della Repubblica Federale Tedesca dal 1949 ad oggi sono i seguenti.

## Lista
| Ministro                | Ministro         | Ministro             | Partito                      | Governo          | Mandato           | Mandato          |
| Ministro                | Ministro         | Ministro             | Partito                      | Governo          | Inizio            | Fine             |
| ----------------------- | ---------------- | -------------------- | ---------------------------- | ---------------- | ----------------- | ---------------- |
|                         |                  | Anton Storch         | Unione Cristiano Democratica | Adenauer I       | 20 settembre 1949 | 20 ottobre 1953  |
| Adenauer II             | 20 ottobre 1953  | Anton Storch         | Unione Cristiano Democratica | 29 ottobre 1957  |                   |                  |
|                         |                  | Theodor Blank        | Unione Cristiano Democratica | Adenauer III     | 29 ottobre 1957   | 14 novembre 1961 |
| Adenauer IV             | 14 novembre 1961 | Theodor Blank        | Unione Cristiano Democratica | 14 dicembre 1962 |                   |                  |
| Adenauer V              | 14 dicembre 1962 | Theodor Blank        | Unione Cristiano Democratica | 11 ottobre 1963  |                   |                  |
| Erhard I                | 17 ottobre 1963  | Theodor Blank        | Unione Cristiano Democratica | 26 ottobre 1965  |                   |                  |
|                         |                  | Hans Katzer          | Unione Cristiano Democratica | Erhard II        | 26 ottobre 1965   | 30 novembre 1965 |
| Kiesinger               | 1º dicembre 1966 | Hans Katzer          | Unione Cristiano Democratica | 21 ottobre 1969  |                   |                  |
|                         |                  | Walter Arendt        | Partito Socialdemocratico    | Brandt I         | 22 ottobre 1969   | 15 dicembre 1972 |
| Brandt II               | 15 dicembre 1972 | Walter Arendt        | Partito Socialdemocratico    | 16 maggio 1974   |                   |                  |
| Schmidt I               | 16 maggio 1974   | Walter Arendt        | Partito Socialdemocratico    | 14 dicembre 1976 |                   |                  |
|                         |                  | Herbert Ehrenberg    | Partito Socialdemocratico    | Schmidt II       | 14 dicembre 1976  | 4 novembre 1980  |
| Schmidt III             | 6 novembre 1980  | Herbert Ehrenberg    | Partito Socialdemocratico    | 28 aprile 1982   |                   |                  |
|                         |                  | Heinz Westphal       | Partito Socialdemocratico    | Schmidt III      | 28 aprile 1982    | 1º ottobre 1982  |
|                         |                  | Norbert Blüm         | Unione Cristiano Democratica | Kohl I           | 4 ottobre 1982    | 29 marzo 1983    |
| Kohl II                 | 30 marzo 1983    | Norbert Blüm         | Unione Cristiano Democratica | 11 marzo 1987    |                   |                  |
| Kohl III                | 11 marzo 1987    | Norbert Blüm         | Unione Cristiano Democratica | 18 gennaio 1991  |                   |                  |
| Kohl IV                 | 18 gennaio 1991  | Norbert Blüm         | Unione Cristiano Democratica | 17 novembre 1994 |                   |                  |
| Kohl V                  | 17 novembre 1994 | Norbert Blüm         | Unione Cristiano Democratica | 26 ottobre 1998  |                   |                  |
|                         |                  | Walter Riester       | Partito Socialdemocratico    | Schröder I       | 27 ottobre 1998   | 22 ottobre 2002  |
| Scorporo del ministero  |                  |                      |                              |                  |                   |                  |
| Lavoro e economia       |                  |                      |                              |                  |                   |                  |
|                         |                  | Wolfgang Clement     | Partito Socialdemocratico    | Schröder II      | 22 ottobre 2002   | 22 novembre 2005 |
| Sicurezza sociale       |                  |                      |                              |                  |                   |                  |
|                         |                  | Ulla Schmidt         | Partito Socialdemocratico    | Schröder II      | 22 ottobre 2002   | 22 novembre 2005 |
| Lavoro e affari sociali |                  |                      |                              |                  |                   |                  |
|                         |                  | Franz Müntefering    | Partito Socialdemocratico    | Merkel I         | 22 novembre 2005  | 21 novembre 2007 |
|                         |                  | Olaf Scholz          | Partito Socialdemocratico    | Merkel I         | 21 novembre 2007  | 28 ottobre 2009  |
|                         |                  | Franz Josef Jung     | Unione Cristiano Democratica | Merkel II        | 28 ottobre 2009   | 27 novembre 2009 |
|                         |                  | Ursula von der Leyen | Unione Cristiano Democratica | Merkel II        | 30 novembre 2009  | 17 dicembre 2013 |
|                         |                  | Andrea Nahles        | Partito Socialdemocratico    | Merkel III       | 17 dicembre 2013  | 14 marzo 2018    |
|                         |                  | Hubertus Heil        | Partito Socialdemocratico    | Merkel IV        | 14 marzo 2018     | 8 dicembre 2021  |
| Scholz                  | 8 dicembre 2021  | Hubertus Heil        | Partito Socialdemocratico    | 6 maggio 2025    |                   |                  |
|                         |                  | Bärbel Bas           | Partito Socialdemocratico    | Merz             | 6 maggio 2025     | in carica        |